# يوسف ترابي
يوسف ترابي (بالفرنسية: Youssef Tourabi)‏ مواليد 18 أبريل 1989 في بن جرير، المغرب، هو لاعب كرة قدم مغربي يلعب مع نادي أولمبيك آسفي كمدافع، بدأ مشواره مع نادي الوداد الرياضي، ولعب أول مباراة دولية له مع فريق منتخبه الوطني ضد منتخب عمان لكرة القدم.

## المسيرة الاحترافية

### أندية لعب لها
- نادي الوداد الرياضي
- نادي الجيش الملكي
- النادي القنيطري
- نادي أولمبيك آسفي
- نادي النهضة البركانية
- نادي الفتح الرياضي (المغرب)

## وصلات خارجية
- يوسف ترابي على موقع قاعدة بيانات كرة القدم.إي يو (الإنجليزية)
- يوسف ترابي على موقع ناشيونال فوتبول تيمز (الإنجليزية)
- Youssef Tourabi, «le Ramos marocain»